# Азербайджанский фонд страхования вкладов
Азербайджанский фонд страхования вкладов (ADIF,  азерб. Azərbaycan Əmanətlərin Sığortalanması Fondu) — фонд, занимающийся обеспечением деятельности системы страхования вкладов, предотвращением риска потери вкладов физических лиц в случае утраты платежеспособности банками или филиалами зарубежных банков Азербайджана, обеспечением стабильности и развития банковской системы Азербайджана.

## Общие сведения
Фонд создан по распоряжению Президента Азербайджана от 9 февраля 2007 года "Об утверждении и введении в действие закона "О страховании вкладов", принятого 29 декабря 2006 года парламентом Азербайджана.
Основные направления деятельности Фонда:
- сбор с банков-участников страховых взносов за страхование вкладов
- обеспечение безопасности денежных депозитов Фонда
- выплата сумм страхования застрахованным вкладчикам при наступлении страховых случаев

## Деятельность
С 1 марта 2016 года по 4 декабря 2020 года система страхования распространяется на весь объем вкладов населения.
Решением Попечительского совета Фонда с 1 июня 2020 года максимальная страхуемая ставка по банковским вкладам населения в национальной валюте в Азербайджане увеличена  с 10% до 12%.
14 мая 2020 года Президент Азербайджана подписал распоряжение о назначении Турала Пириева исполнительным директором Фонда.

## См.также
- Центральный банк Азербайджанской Республики